# Национални парк Балатонске планине
Национални парк Балатонске планине (мађ. Balaton-felvidéki Nemzeti Park). Балатонска висораван, Јужни Бакон, басен Таполца, висораван Кестхељ и басен Киш-Балатон који се простире на југозападу припадају Националном парку Балатонске планине, који је основан 1997. године, првенствено спајањем шест подручја заштите пејзажа (Бадачоњ, Кали басен, Кестхељ басен, Киш-Балатон, Печујски басен и Подручје заштите пејзажа полуострва Тихањ). Симболична биљка националног парка је першун.

## Полуострво Тихањ
Године 1952. створено је прво заштићено пејзажно подручје Мађарске у најатрактивнијем, најразноврснијем и научно најбоље истраженом подручју земље. Парк се простире на 1.562 хектара, од којих је 195 високо заштићено. Особље мађарског Балатонског лимнолошког истраживачког института, основаног 1927. године у Тихању, не само да је проучавало биологију језера, већ је и вршило опсежна истраживања на полуострву Тихањ. Као резултат тога, велики број публикација су се бавиле његовом геологијом, фауном и флором. Сва истраживања су подржала идеју да се овом подручју пружи заштита.

## Печељски басен
Благи нагиби брда, широки планински врхови и котлине, равне висоравни са уоченим крашким елементима (нпр. карен поља) карактеришу област. Реликт базалтних вулканских активности у квартару је брдо Халом у Менчхељу.

## Кали басен
Најкарактеристичнији део Балатонске висоравни добио је заштиту, можда у последњем тренутку, када је 1984. године успостављено заштићено предео у басену Кали на површини од 9.111 хектара.

## Таполца басен
Стотинама година песници, романописци и сликари Бадачоњ и његову околину називају најлепшим пејзажом у Мађарској. Једно од највећих достигнућа мађарског покрета за заштиту природе је то што су базалтни каменоломи отворени 1903. године коначно затворени. Драматург Ференц Херцег је уложио снажне напоре у Горњем дому 1920-их да их затвори. Покренута је и кампања преко штампе, али су последњи каменоломи коначно затворени тек 1964. Каменоломи су на брдима Гулач и Тоти напуштени крајем Другог светског рата и почетком 1950-их. Брда Сентђерђ и Чобанц су имали више среће: Њихов базалт није био погодан за грађевинске сврхе, тако да постоје само мање штете на њиховим боковима.

## Планине Кестхељ
Карактеристична основа шумовитог подручја је доломит. На овој подлози типичној за Трансдунавске планине, биљни и животињски свет одређују посебни еколошки услови.

## Киш Балатон
Киш Балатон, као огромно мочварно станиште, јединствен је у целој Европи, због чега је одувек био евидентиран од стране међународних институција за заштите природе. Његов дивни свет птица био је познат већ у прошлом веку и опстао је упркос исушивању мочваре започетом 1922. Стога није изненађујуће да је, када се Мађарска придружила Рамсарској конвенцији 1979. године, Киш Балатон уврштен на листу „Мочваре од међународног значаја као станиште водених птица“.
- Киш Балатон
- Бадачоњ
- Планина Сент Ђерђ
- Таполца басин
- Долина Цуха у планини Бакоњ
- Арборетум Зирц
- Замак Фештетич у Кестхељу
- Језеро Хевиз
- Поглед на Киш Балатон
- Поглед на Киш Балатон
- Колиба поред Киш Балатона